# Curtici
Curtici (en hongrois: Kürtös) est une ville du județ d'Arad, dans la région de Crișana, en Roumanie. Située à près de 17 kilomètres d'Arad, la ville s'étend sur près de 72,65 km2.  

## Histoire
Le premier document qui atteste l'existence de la ville date de 1519.

## Démographie
Selon le recensement effectué en 2011, la population de la ville s'élève à 7 453 habitants, en baisse par rapport au recensement précédent en 2002, lorsque la ville comptait 8 043 habitants. La plupart des habitants sont roumains (79,16 %). Les principales minorités sont les Roms (8,67 %) et les Hongrois (2,79 %). Pour 8,92 % de la population l'appartenance ethnique est inconnue. En termes de religion, la plupart des habitants sont orthodoxes (72,16 %), mais il y existe des minorités de baptiste (7,18 %), pentecôtiste (5,21 %), catholique (3,58 %) et adventiste du septième jour (1,89 %). Pour 9,03 % de la population l'appartenance religieuse n'est pas connue.

## Politique
| Parti | Parti                        | Sièges |
| ----- | ---------------------------- | ------ |
|       | Parti national libéral (PNL) | 7      |
|       | Parti social-démocrate (PSD) | 5      |
|       | M10 (M10)                    | 2      |
|       | Indépendant                  | 1      |

## Économie
Curtici est en plein développement économique, grâce aux nombreux investissements, qui se reflètent sur le plan social dans l'émergence de nouveaux emplois. Curtici Arad Free Zone, avec une superficie de 90 hectares, dont la plate-forme Curtici enjambe 75 hectares - est la seule zone franche située sur un couloir européen, près de quatre points de contrôle. Dans la ZLCA, plus de 100 entreprises poursuivent leurs activités avec un investissement de plus de 50 millions d'euros. L' accès a la ZLCA peut se faire par la route et le rail.
Le potentiel agricole de la région, la position favorable de la frontière occidentale de la Roumanie, près de la ville d'Arad, le chemin de fer et la route  relient Curtici à l'Europe occidentale (station de Curtici a été ouvert en 1921 avec la création de services douaniers) sont les principaux atouts économique qui font de Curtici un pôle de convergence économique. La capacité d'attraction des investisseurs est due ici par la création d'Arad-Curtici Free Zone, il est le passage frontalier le plus important entre la Roumanie et la Hongrie.

## Transports

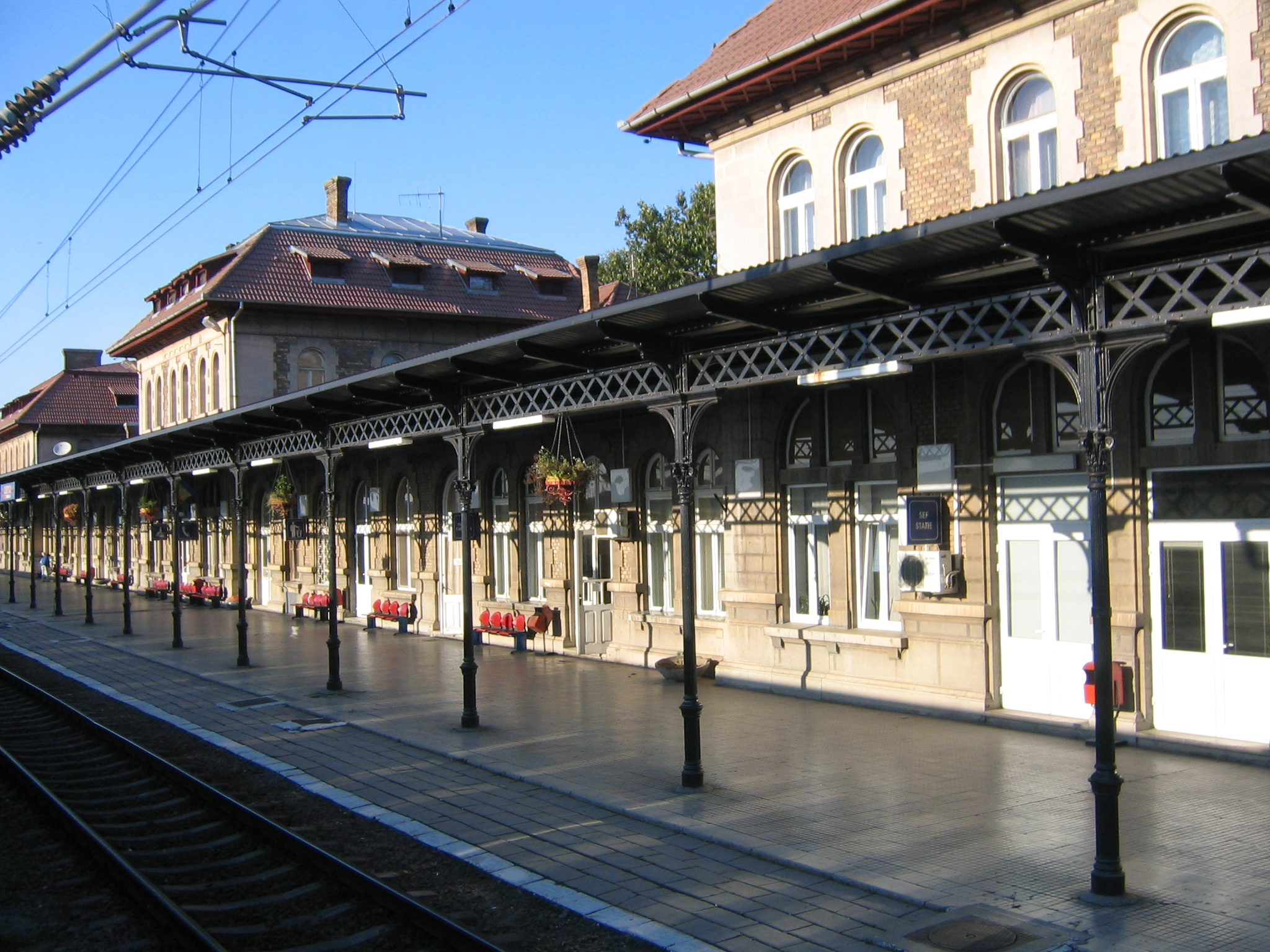
Gare de Curtici

La ville a une gare ouverte en 1921.